# Pat LaBarbera
Pascel Emmanuel "Pat" LaBarbera (født 7 april 1944 i New York) er en amerikansk saxofonist, fløjtenist og klarinetist.
LaBarbera er nok bedst kendt fra sit virke som solist i Buddy Rich big band (1967-1973), og spillede samtidig med Woody Herman og Louis Bellson. 
Spillede med Elvin Jones gruppe (1975-1979), og turnerede i Europa med ham. Han har også spillet med Carlos Santana.
LaBarbera er bror til trommeslageren Joe LaBarbera og trompetisten John LaBarbera.

## Diskografi

### i eget navn
- Pass It On

### med Buddy Rich
- The New One
- Mercy, Mercy
- Buddy and Soul
- Keep the Customer Satisfied
- A Different Drummer
- Stick It
- Rich in London
- Roar of 74

### med Elvin Jones
- The Main Force
- Remembrance
- Brother John
- Live at the village Vanguard vol 1.
- Live at Pitt In